# Sepulcro-Hilario
Sepulcro-Hilario – gmina w Hiszpanii, w prowincji Salamanka, w Kastylii i León, o powierzchni 39,95 km². W 2011 roku gmina liczyła 197 mieszkańców.